# Elizabeth Maria Molteno
Elizabeth Maria Molteno (24 tháng 9 năm 1852 - 25 tháng 8 năm 1927), là một nhà hoạt động thời đầu tiên người Anh gốc Nam Phi. Bà đấu tranh cho các quyền dân sự và phụ nữ ở Nam Phi.

## Đầu đời
Elizabeth được sinh ra trong một gia đình Cape có ảnh hưởng có nguồn gốc từ Ý. Bà là con gái lớn nhất và được nhiều người yêu mến của John Molteno, Thủ tướng đầu tiên của Cape, và nhiều anh chị em của bà đã đến giữ các vị trí ảnh hưởng trong kinh doanh và chính phủ. Bà đã dành những năm đầu đời của mình trong môi trường xung quanh được bảo vệ trong khu đất Claremont của gia đình bà ở Cape Town, nơi cô được giáo dục. Cha Elizabeth đi du lịch thường xuyên, vì lý do ngoại giao hoặc kinh doanh, và ông thường để những đứa con lớn đi cùng mình trong những chuyến đi như vậy. Do đó, Elizabeth đã đi du lịch rất nhiều khi còn nhỏ, đặc biệt là đến Ý và London, và lớn lên để chia sẻ mối quan tâm của cha mình về chính trị và các vấn đề thời sự.
Thông minh mãnh liệt, với tính cách mạnh mẽ và trí nhớ phi thường, Elizabeth đã phát triển những quan điểm và thói quen khác thường đối với một cô gái trong thời đại Victoria. "Betty", như cô thích được gọi, đã từ bỏ quần áo đẹp và đặc quyền vật chất của tuổi trẻ. Bà có một lối sống đơn giản, mặc quần áo thô và ăn chay, và tỏ ra quan tâm đến khoa học và chính trị hơn là hôn nhân và trẻ em. Trong niềm tin cá nhân của mình, Elizabeth tuyên bố là tâm linh nhưng không tôn giáo, và bà có được niềm tin trọn đời vững chắc vào các nguyên tắc bình đẳng giới và chủng tộc. Sau khi trúng tuyển, Elizabeth quyết định không kết hôn mà học thêm ở Newnham College, Cambridge.

## Nhà giáo dục
Chọn một trong số ít nghề nghiệp mở ra cho phụ nữ trong thế kỷ 19, Elizabeth trở thành giáo viên và sau đó là hiệu trưởng của Trường đại học dành cho nữ sinh ở Cảng Elizabeth. Ở đó, bà đã cách mạng hóa hệ thống giáo dục Victoria, vốn chủ yếu dựa vào học vẹt và bị giới hạn trong các môn học được coi là phù hợp với phụ nữ. Elizabeth đã áp dụng các phương pháp giảng dạy tiên tiến và tự do cho thời đại, bao gồm cả những gì có lẽ là hệ thống giáo dục giới tính đầu tiên cho các cô gái trong nước. Elizabeth có niềm tin mãnh liệt suốt đời về tầm quan trọng của giáo dục cho nữ sinh, đến nỗi bà từ chối lấy tiền lương cho công việc hành chính và giáo dục của mình.